# Dunlop Peak
Der Dunlop Peak ist ein 1330 m (nach australischen Angaben 1256,5 m) hoher Berg im ostantarktischen Mac-Robertson-Land. Er gehört zu den Smith Peaks und ragt in der David Range der Framnes Mountains 1,5 km südlich des Mount Hordern auf.
Norwegische Kartografen kartierten ihn anhand von Luftaufnahmen, die bei der Lars-Christensen-Expedition 1936/37 entstanden. Das Antarctic Names Committee of Australia (ANCA) benannte sie nach dem australischen Physiker Ross Dunlop, der 1959 auf der Mawson-Station Untersuchungen zur Kosmischen Strahlung durchführte.